# Buttondown

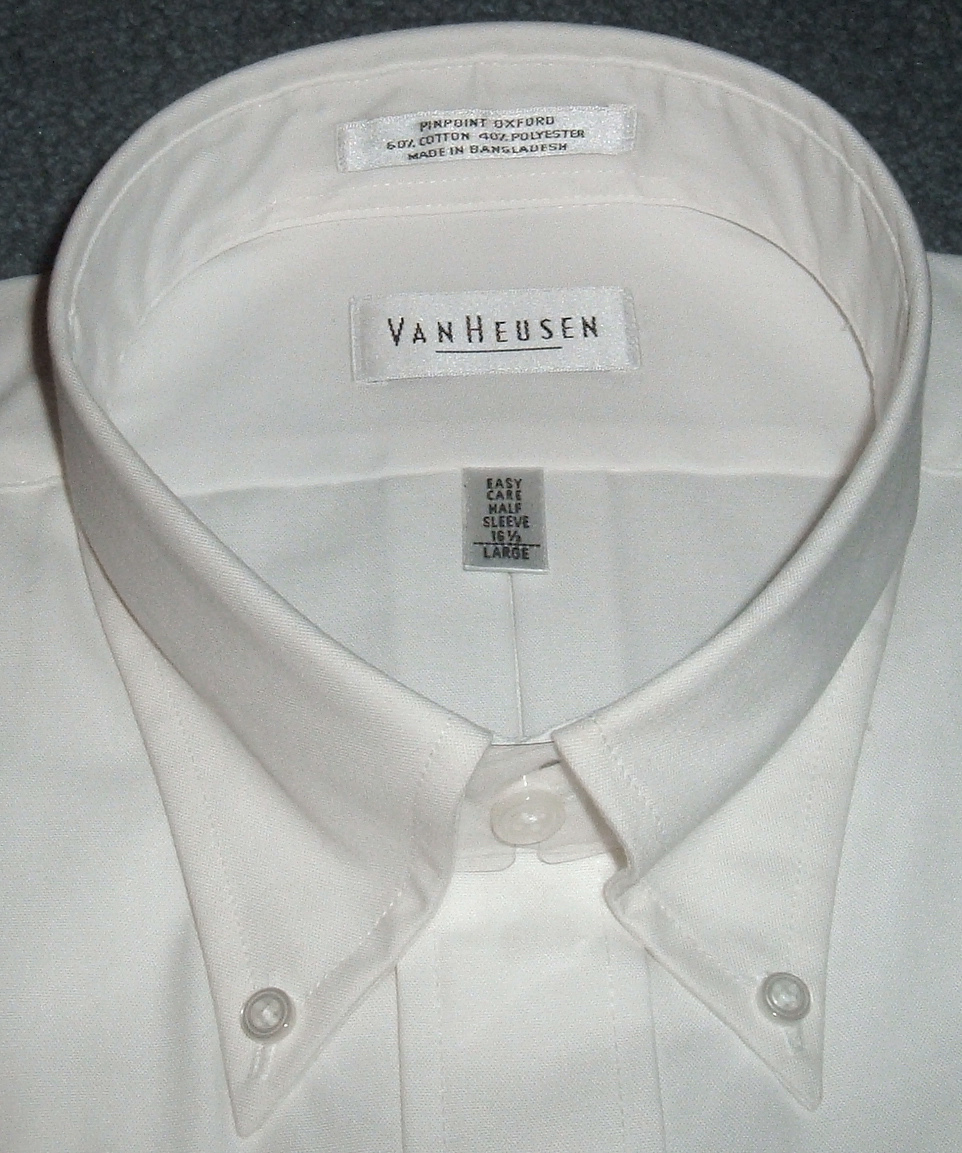
Een buttondownhemd

Buttondown is een aanduiding voor een type overhemd waarbij de kraag door middel van knoopjes tegen het hemd wordt vastgemaakt.
Buttondownhemden kennen hun oorsprong in het polo. Bij deze sport was het gebruikelijk om netjes gekleed te gaan. Hemden met vrije kragen hinderden de sporters, reden  waarom het knoopje werd geïntroduceerd.
In Europa wordt het buttondownhemd alleen gedragen bij informele gelegenheden (bijvoorbeeld op jeans). In de Verenigde Staten draagt men het buttondownhemd ook onder kostuums.
De buttondownkraag is geïntroduceerd door Brooks Brothers in 1896.